# 康拉德行動
康拉德行动（Konrad）是1945年1月布达佩斯战役期间德国和匈牙利为解救被包围的布达佩斯驻军而采取的行动。行动分为三个部分：
- 康拉德一号行动——1945年1月1日——由陶陶的党卫军第4装甲军领导[2]，在比奇凯附近停下来。
- 康拉德二号行动——1945年1月7日——由来自埃斯泰尔戈姆的党卫军第4装甲军领导，在皮利什聖凱賴斯特停了下来。
- 康拉德三号行动——1945年1月17日——由党卫军第4装甲军和第3装甲军在布达佩斯南部塞克希费黑瓦尔附近领导[3]，试图包围苏联10个师，在埃尔奇以南停下。

参与部队：
- 第1装甲师——救援部队的一部分
- 党卫军第4装甲军——救援部队的一部分
- 第3装甲军——救援部队的一部分
- 党卫军第9山地军——被围困在布达佩斯
- 匈牙利第3集团军——被围困在布达佩斯